# 서울특별시육상연맹
서울특별시육상연맹은 서울특별시를 대표하는 육상 종목 단체로, 생활체육 및 엘리트 체육의 발전과 대한육상연맹 산하 서울 지역 경기운영을 담당하고 있다. 각급 학교 및 클럽의 선수 등록과 대회 개최, 기록 관리 등을 수행하며, 서울시장기, 회장기, 학교대항 육상대회 등을 주관한다. 연맹 사무국은 송파구 올림픽로 올림픽회관 신관 내에 위치해 있다.

## 주요 사업
- 서울시 단위 육상대회 개최 및 운영
- 초·중·고·대학 선수 등록 및 기록 관리
- 대한육상연맹과의 협력 및 전국대회 서울대표 선발
- 생활체육 육상 활성화 및 지역 유소년 육상 육성